# Ommata silvai
Ommata silvai är en skalbaggsart som beskrevs av Dmytro Zajciw 1958. Ommata silvai ingår i släktet Ommata och familjen långhorningar. Inga underarter finns listade i Catalogue of Life.